# バーリー郡 (ノースダコタ州)
バーリー郡（英: Burleigh County）は、アメリカ合衆国ノースダコタ州の中央部に位置する郡である。人口は9万8458人（2020年）。郡庁所在地は州都であり州内第2の都市でもあるビスマークである。バーリー郡はモートン郡と共にビスマーク・マンダン大都市圏を構成している。郡名はダコタ準州時代にアメリカ合衆国下院の準州代表となったウォルター・A・バーリーに因んで名付けられた。

## 地理
アメリカ合衆国国勢調査局に拠れば、郡域全面積は1,668平方マイル (4,320.1 km2)であり、このうち陸地は1,633平方マイル (4,229.5 km2)、水域は35平方マイル (90.6 km2)で水域率は2.10％である。

### 主要高規格道路
| - 州間高速道路94号線 - アメリカ国道83号線 - ノースダコタ州道14号線 - ノースダコタ州道36号線 | - ノースダコタ州道41号線 - ノースダコタ州道1804号線 |

### 隣接する郡
- シェリダン郡 - 北
- キダー郡 - 東
- エモンズ郡 - 南
- モートン郡 - 南西
- オリバー郡 - 西
- マクレーン郡 - 北西

### 国立保護地域
- カンフィールド湖国立野生生物保護区
- フローレンス湖国立野生生物保護区
- ロング湖国立野生生物保護区（部分）

## 人口動態
以下は2000年国勢調査による人口統計データである。
| 基礎データ - 人口: 69,416人 - 世帯数: 27,670 世帯 - 家族数: 18,206 家族 - 人口密度: 16人/km2（42人/mi2） - 住居数: 29,003軒 - 住居密度: 7軒/km2（18軒/mi2） 人種別人口構成 - 白人: 95.03% - アフリカン・アメリカン: 0.26% - ネイティブ・アメリカン: 3.28% - アジア人: 0.40% - 太平洋諸島系: 0.03% - その他の人種: 0.16% - 混血: 0.85% - ヒスパニック・ラテン系: 0.67% 先祖による構成 - ドイツ系：56.9％ - ノルウェー系：14.9％ 年齢別人口構成 - 18歳未満: 24.7% - 18-24歳: 11.0% - 25-44歳: 29.3% - 45-64歳: 22.5% - 65歳以上: 12.4% - 年齢の中央値:36歳 - 性比（女性100人あたり男性の人口） - 総人口: 95.5 - 18歳以上: 93.5 | 世帯と家族（対世帯数） - 18歳未満の子供がいる: 32.6% - 結婚・同居している夫婦: 54.02% - 未婚・離婚・死別女性が世帯主: 8.7% - 非家族世帯: 34.2% - 単身世帯: 28.1% - 65歳以上の老人1人暮らし: 9.5% - 平均構成人数 - 世帯: 2.42人 - 家族: 2.99人 収入と家計 - 収入の中央値 - 世帯: 41,309米ドル - 家族: 52,085米ドル - 性別 - 男性: 34,753米ドル - 女性: 22,473米ドル - 人口1人あたり収入: 20,436米ドル - 貧困線以下 - 対人口: 7.8% - 対家族数: 5.3% - 18歳未満: 8.8% - 65歳以上: 7.5% |

## 都市と町

### 都市
- ビスマーク - 郡庁所在地
- リンカーン
- リーガン
- ウィルトン
- ウイング

注: ノースダコタ州の法人化された自治体は、その大きさに拠らず全て「市」になる

### その他の町
- ボールドウィン
- ドリスコル
- マッケンジー
- メノケン
- モフィット
- スターリング

### 郡区
| - アップルクリーク - ボイド - カンフィールド - クリスチャニア - クリアレイク - クロフト - クロムウェル - ドリスコル - エックランド - エスタービル | - フローレンスレイク - フランシス - ガイリン - ギブス - グレンビュー - グラスレイク - ハリエット・リーン - ヘイクリーク - ヘイゼルグローブ - ローガン | - ロングレイク - マッケンジー - メノケン - ミズーリ - モフィット - モートン - ノートン - ペインティドウッズ - リッチモンド - ロックヒル | - シュランク - シブリービュート - スタイバー - スターリング - タフト - テルファー - セルマ - トリッグ - ワイルドローズ - ウィルソン | - ウイング |